# Arctic Anthropology
Arctic Anthropology est un journal académique américain centré sur l'archéologie, l'ethnologie et l'anthropologie physique concernant les peuples arctiques et subarctiques. Il fonctionne par principe d'évaluation par les pairs et est indexé dans le Social Sciences Citation Index ainsi que dans le Current Contents/Social & Behavioral Sciences. Selon le Journal Citation Reports, la revue a un facteur d'impact de 0,212 en 2012.
Le journal Artic Anthropology a été créé en 1962 par Chester S. Chard, et son rédacteur en chef actuel est Christyann M. Darwent. Il est publié bianuellement par la University of Wisconsin Press, en été et en hiver.